# Plaqué
Plaquéwaren (französisch von außergermanisch plak ‚flach‘) sind Metallgegenstände, die mit einer Edelmetallschicht überzogen sind.
Die Edelmetallauflage wird auf die unedlen Metalle des Trägers – etwa Alpacca, Messing oder rostfreier Stahl – entweder durch Walzen oder durch Galvanisieren aufgebracht. Die Schicht muss bei Gold-, Platin- oder Palladiumplaqué mindestens 5 Mikrometer dick sein, bei Silberplaqué 10 Mikrometer. Plaquéwaren müssen durch Stempel gekennzeichnet sein. Gemäß internationalen Normen bezeichnet ein L die Walzplattierung, ein P jede andere Art von Plaqué. Ein C bedeutet „coiffe or“ auf Uhrgehäusen u. ä.
Die Dicke des Edelmetallüberzugs muss in Mikrometern angegeben sein, ferner muss eine Verantwortlichkeitsmarke aufgestempelt sein. Ältere Plaquéwaren tragen den Stempel „Plaqué“ und je nach Aufbringungsart entweder ein G für galvanisch aufgebrachtes oder ein L für aufgewalztes Edelmetall sowie eine Verantwortlichkeitsmarke.

## Weitere Bezeichnungen
Seit 1923 ist in Deutschland auch die Bezeichnung „Doublé“ (v. frz. double ‚doppelt‘, ‚zweifach‘) gesetzlich geschützt. Neben Doublé- gibt es auch Tripléschmuck. Flache Waren mit zwei Seiten (z. B. Uhrendeckel) heißen Triplé, wenn beide Seiten beschichtet sind.